# دينامو شمسي
الدينامو الشمسي عملية فيزيائية تولد حقل الشمس المغناطيسي. يتخلل الشمس حقل مغناطيسي ثنائي القطب مثل العديد من الأجرام السماوية الأخرى مثل الأرض. ويتم إنتاج حقل ثنائي القطب بواسطة تيار كهربائي دائري يتدفق في أعماق النجم، يتبع قانون أمبير. يسبب التيار اجهادات قص بين أجزاء مختلفة من الشمس والتي تدور بمعدلات مختلفة، وحقيقة أن الشمس نفسها هي موصل جيدة الكهربائية (وبالتالي تحكمها قوانين الهيدروديناميكا المغناطيسية).

## الآلية
يمكن لأي سائل ناقل للتيار الكهربائي أن يشكل دينامو ببساطة بسبب اجهادات القص ضمن السائل وفق قانون لينز للحث. تحرك السائل خلال حقل مغناطيسي موجود مسبقا يحث التيارات الكهربائية في السائل والتي تشوه مجال مغناطيسي الموجود مسبقا. اتجاه التشويه مثل خطوط الحقل الموجود تميل إلى أن تتجه مع اتجاه سحب السائل. وإذا كان للسائل اجهاد قص كبير عندها ستمتد خطوط الحقل مع التدفق ليضخم الحقل الموجود. مثل هذا النظام يدعى دينامو هيدروديناميكا مغناطيسي

## الاستثارة
اعتماداً على بنية التدفق، يمكن أن يكون الدينامة مستقر وذو استثارة ذاتية، أو مضطرب وذو استثارة ذاتية، أو متحلل. دينامو الشمس هو ذو استثارة ذاتية، حيث يعكس الحقل نفسه كل 11 سنة مما يسبب البقع الشمسية. يتوضع الدينامو الشمسي على خط السرعة والتي تحوي اجهادات قص كبيرة.

## الأبحاث
الآلية المفصلة للدينامو الشمسي غير معروفة تماماً وهي موضوع للبحوث الحالية.